# 大阪急性期・総合医療センター
大阪急性期・総合医療センター（おおさかきゅうせいき・そうごういりょうセンター）とは、 大阪府大阪市住吉区にある医療機関（病院）である。略称は、府立総合医療センターである。

## 概要
急性期から回復期に至る一貫したリハビリテーション医療を含めた病院で、基幹災害医療センターとして、大規模集団災害発生時には、被災者の受入れや初期治療を行うなどの役割を担い、疾患と脳血管疾患に対する救急医療を一層充実をし、従来の救命救急部門と併せて救命救急センターとして拡充するとともに、障がい者医療・リハビリテーション医療部門を新設し、急性期から回復期に至る一貫したリハビリテーション医療も行っている。
病院自体のルーツは検某施設として1871年に開設された某毒院であり、公営病院としては150年以上の歴史を持つ。
本記事では前身機関である「某毒院」「大阪駆黴院」「大阪府立難波病院」「大阪府立大阪病院」「大阪府立病院」も記す。

## 沿革

### 某毒院
- 1871年3月 - 民部省の沙汰布告に先立ち、除毒施設として某毒院を開設
- 同年10月 - 黴毒治療を行う目的で仮施院を設置

### 大阪駆黴院
- 1872年3月 - 大阪市西区松島に新設された松島遊郭の一角である松が鼻に遊女の検梅を目的とした専門医院として大阪駆黴院が開設
- 1883年2月 - 大阪市南区難波新川（現・浪速区難波中）に移転し、新病棟が竣工
- 1893年4月 - 病棟を増築

### 府立難波病院
- 1899年11月 - 大阪府立難波病院に改称。1900年の娼妓取締規則（内務省令）および娼妓健康診断所執行規則（大阪府令）の施行のため、花柳病の診療を目的に設立[1]。遊女のための専門病院として[2]、府下の10遊郭において府の衛生課による健康診断の結果有毒者と決定した娼妓の無料入院を取り扱っていた[1]。
- 1924年7月 - 現在地に移転、病棟5棟と診察棟が竣工。
- 1939年3月 - 病棟を4棟増築。
- 1945年3月 - 大阪大空襲により敷地が命中するも焼失を免れるも入院患者全員退院、病棟1棟を戦時疎開命令により撤去し、終戦まで住吉区方面の罹災救護所に転用。
- 1946年5月 - 内務省令娼妓取締規則及び大阪府令娼妓健康診断規則の廃止、更には大阪府令、花柳病予防特例施行細則制定に伴い、娼妓改め接待婦等を含む業態者に対する検診と性病罹患者の強制入院を行い、娼妓病院としての機能を終える。

### 府立大阪病院
- 1946年12月-大阪府立大阪病院に改称。性病診察の他に、皮膚泌尿器科と産婦人科の診療も開始。
- 1948年8月-内科・耳鼻咽喉科の診療を開始。
- 1949年2月-外科・眼科の診療を開始。
- 同年6月-放射線科の診療を開始。
- 1951年8月-歯科の診療を開始。
- 1952年9月-病棟の手狭、医療機能を充実をし、総合病院として活用するため、「大阪府立病院改築整備審議会」を設置。
- 1953年8月-大阪府立森之宮病院を設置し、大阪府立大阪病院での性病診察を移管。
- 1954年6月-増改築工事着工。

### 府立病院
- 1955年1月-大阪府立病院に改称をし、病棟の増改築により11の診療科、病床数330床の総合病院となる。
  - 4月-大阪府立病院付属厚生学院を開設。
- 1957年5月-第7病棟の新築工事が竣工し、病床数435床となる。
- 1959年4月-第8病棟の新築工事が完成し、病床数579床となる。
- 1960年4月-大阪府立病院付属厚生学院の運営を府衛生部医務課に移管。
- 1963年3月-中央棟（第10病棟）の増築工事が完成し、病床数720床となる。
- 1964年3月-第7病棟の増築工事が完成し、病床数814床となる。
  - 10月-救急病院を定める省令により救急病院として告示。
- 1965年12月-第8病棟の増築工事が完成し、病床数908床となる。
- 1966年4月-外科を外科第1、外科第2に二分化。
- 1967年1月-大阪府病院事業条例制定に伴い基幹総合病院となる。
- 1968年7月-臨床研修指定病院に指定。
- 1969年3月-救急医療施設整備工事が完成し、病床数920床となる。
  - 4月-放射線治療棟が完成し、放射線科を放射線診断科及び放射線治療科と改め、麻酔科と救急診療科の診療を開始。
- 1971年5月-研究検査科を研究検査第1、研究検査第2に二分化。
- 1972年12月-人工透析室、アイソトープ診断室、脳神経外科診療室を設置。
- 1973年4月-脳神経外科と腎疾患特殊診療科の救急診療科の診療を開始。救急診療科を削除。
- 1974年4月-心疾患特殊診療科と救急診療特殊診療科の診療を開始。
- 1976年4月-診療科名を改正し、21診療科となる。
- 1978年4月-厚生省の教育指定病院として臨床研修医制度を導入し、医療教育養成機関となる。救急医療専門診察棟を整備し、CTスキャナを設置。
  - 10月-救急関連施設、輸血、緊急検査棟整備完成。
- 1982年3月-「大阪府立病院近代化計画」策定
- 1985年2月-近代化整備事業第1期工事着工。
- 1987年9月-中央館、北1号館が竣工し、病床数778床となる 免疫リウマチ科と神経内科の診療を開始。心疾患専門診療科を心臓内科及び心臓血管外科に分科、第一内科及び第二内科を内科及び消化器代謝内科に分科し名称も変更、第一外科を消化器一般外科に、第二外科を脳神経外科に、精神神経科を精神科に、腎疾患専門診療科を腎臓内科に、救急医療専門診療科を救急診療に、放射線診断科を画像診断科に、第一研究検査科を病理科に、第二研究検査科を臨床検査科にそれぞれ名称変更。
- 1989年3月-近代化整備事業第1期工事完工。
- 1991年3月-近代化整備事業第2期工事着工。
- 1993年4月-歯科を歯科口腔外科に名称変更、形成外科の診療を開始。
  - 5月-本館、北2号館が竣工し、25診療科となる。
- 1995年2月-放射線治療棟の診察開始。
- 1996年3月-近代化整備事業第2期工事完工。

### 府立急性期・総合医療センター
- 2003年10月-大阪府立急性期・総合医療センターに改称。
- 2006年4月-大阪府病院事業条例が廃止され、病院の運営を地方独立行政法人大阪府立病院機構に移行。消化器代謝内科を糖尿病代謝内科及び消化器内科に分科、消化器一般外科を外科に、腎臓内科を腎臓・高血圧内科に、耳鼻咽喉科を耳鼻咽喉・頭頸部外科に名称変更。
- 2007年4月-大阪府立身体障害者福祉センター附属病院と統合し、障がい者医療・リハビリテーション医療部門を設置し、病床数768床となる。併せて救命救急センターを拡充し、心臓部門を増床し、脳卒中部門を新設。
- 2008年9月-特定非営利活動法人卒後臨床研修評価機構の認定病院となる。
- 2008年11月-地域医療支援病院の承認を受ける。
- 2010年7月-地域周産母子医療センターに認定。
- 2011年4月-大阪府医療人キャリアセンターを開設。
  - 8月-IVR-CT室を開設。
  - 11月-立体駐車場が完成。
- 2012年3月-PET-CT室を開設。レジデントハウスが竣工。災害医療時医療支援車（ドクターカー）配備。
  - 6月-ロボット支援手術を開始。
- 2014年8月-国指定の地域がん診療連携拠点病院に指定。
- 2015年1月-災害医療コントロールセンターを開設。
  - 3月-診療情報地域連携システム「万代e-ネット」運用開始。
  - 4月-救急初期医療センター（IR部）、IVRセンター開設。臨床研究支援センター統合設置。

### 大阪急性期・総合医療センター
- 2017年4月 - 大阪急性期・総合医療センターに改称
- 2018年4月 - 地方独立行政法人大阪市民病院機構とともに大阪府市共同住吉母子医療センターを開設
- 2020年12月 - 臨時の医療施設大阪コロナ重症センター運用開始[3]
- 2022年10月31日-ランサムウェアを使用したサイバーテロにより電子カルテが使用不可となり、全ての診療及び一部の手術を中止[4]。全体の診療システム復旧に73日間を要した。調査報告書により、「リモートデスクトップ通信接続が常時接続となっていた」「ユーザーすべてに管理者権限を与えていた」などのずさんな管理体制であることが分かった[5]。

## 診療科
- 専門医療部門/内科系診療科
  - 総合内科
  - 呼吸器内科
  - 消化器内科
  - 心臓内科
  - 糖尿病内分泌内科
  - 腎臓・高血圧内科
  - 神経内科
  - 免疫リウマチ科
  - 血液・腫瘍内科
  - 小児科
  - 精神科
  - 皮膚科
- 専門医療部門/外科系診療科
  - 消化器外科
  - 乳腺外科
  - 小児外科
  - 呼吸器外科
  - 心臓血管外科
  - 脳神経外科
  - 整形外科
  - 産婦人科
  - 泌尿器科
  - 眼科
  - 耳鼻咽喉・頭頸部外科
  - 形成外科
  - 歯科口腔外科
  - 麻酔科（中央手術室）
- 中央部門
  - 集中治療部 (ICU)
  - 放射線治療科
  - 画像診断科
  - 臨床検査科:含中央採血室
  - 病理科
  - 緩和ケア科
- 障害者医療・リハビリテーション部門
  - リハビリテーション科
  - 障害者歯科
  - 障害者外来

## 指定
（下表の出典）
| 保険医療機関 | 労災保険指定病院 |
| 母体保護法指定医の配置されている医療機関 | 生活保護法指定病院（中国残留邦人等の円滑な帰国の促進並びに永住帰国した中国残留邦人等及び特定配偶者の自立の支援に関する法律（平成六年法律第三十号）に基づく指定医療機関を含む。） |
| 臨床研修病院 | 指定自立支援病院（更生医療） |
| 結核指定病院 | がん診療連携拠点病院等 |
| 指定養育病院 | エイズ治療拠点病院 |
| 指定自立支援病院（育成医療） | 特定疾患治療研究事業委託医療機関 |
| 原子爆弾被害者一般疾病医療取扱病院 | DPC対象病院 |
| 精神保健指定医の配置されている医療機関 | 指定小児慢性特定疾病医療機関 |
| 指定自立支援医療機関（精神通院医療） | 身体障害者福祉法指定医の配置されている医療機関 |
| 精神保健及び精神障害者福祉に関する法律（昭和二十五年法律第百二十三号）に基づく指定病院又は応急入院指定病院                                                                 | 地域周産期母子医療センター |
| 診療科名中に産婦人科、産科又は婦人科を有する病院にあっては、公益財団法人日本医療機能評価機構が定める産科医療補償制度標準補償約款と同一の産科医療補償約款に基づく補償の有無 | 公害医療機関 |
| 地域歯科診療支援病院 | 地域医療支援病院 |

- 公益財団法人日本医療機能評価機構認定病院[7]
- NPO法人卒後臨床研修評価機構認定病院[8]
- 大阪府災害拠点病院
- このほか、各種法令による指定・認定病院であるとともに、各学会の認定施設でもある。

## 交通アクセス
- 大阪シティバス「府立総合医療センター」下車 すぐ
  - 「あべの橋（天王寺）」から62号系統・67号系統住吉車庫前行、63号系統浅香行、64号系統おりおの橋行を利用。
- 阪堺電車上町線「帝塚山四丁目停留場」下車 徒歩6分、「帝塚山三丁目停留場」下車 徒歩7分
- 南海電車高野線「帝塚山駅」下車 徒歩10分、「住吉東駅」下車 徒歩10分
- JR西日本阪和線「鶴ケ丘駅」下車 徒歩15分、「長居駅」下車 徒歩15分
- 地下鉄御堂筋線「西田辺駅」下車 徒歩17分、「長居駅」下車 徒歩17分

## 不祥事

### 医療事故
- 2014年12月29日午前10時ごろ、がん治療を受けていた60代の男性患者に主治医が抗菌薬の「マキシピーム」という薬を投与するよう女性の看護師に指示したが、誤って筋弛緩剤の「マスキュレート」が投与された後、死亡した。誤処方からおよそ2時間後に、薬剤師から間違った薬を病棟に送ったと連絡があり、看護師が病室に駆けつけところ、男性患者はすでに心肺停止の状態で、その後、死亡が確認された。薬剤師が薬を取り違えたうえ、看護師2人も十分確認しなかった。同センターは「死亡原因となる十分な量を投与した」としており、警察に届け出るとともに遺族に謝罪したことも明らかにした[9]。同センターは2015年12月25日、20代の女性薬剤師と40代の女性看護師を戒告の懲戒処分にしたと発表した。また、大阪府警住吉署が業務上過失致死容疑で薬剤師らを書類送検したが、大阪地検が2015年9月に不起訴（起訴猶予）処分としていた。また、幹部職員4人を厳重注意処分とした[10]。

### 公金流用問題
- 同センターが、大阪市などがセンターに対し支払った救急隊への指示料や救急救命士の実習料など公金計約2,760万円について、同センターの救急管理部長の個人口座で管理した上、うち910万円について懇親会費などとして不正流用していたことが判明し、同センターを運営する大阪府立病院機構は2016年3月18日に、同センターの吉岡敏治院長と救急管理部長について減給の懲戒処分とした[11]。

### マタニティハラスメント
- 同センター小児科の女性部長が、採用予定の女性医師が妊娠していることを連絡したところ、「産休・育休は周囲のモチベーションを低下させるかもしれない」、「妊娠したなら非常勤にすればどうか」などマタニティハラスメントに相当する発言をしていたことが判明。同センターはこの女性部長を2017年5月31日付で厳重注意処分としたが、懲戒処分ではないことを理由として、同年7月25日に新聞報道されるまで事実を公表していなかった[12]。

### 医療機器の再使用
- メスなど一度しか使用できない医療機器を、複数の病院が滅菌し再使用していた問題が判明したのを受け、大阪府立病院機構が調査したところ、同機構に属する病院において、推定計約4,600件の再使用があったことが明らかになった。このうち同センターでは2,204件の再使用が判明した[13]。

### 汚職事件
- 2024年9月20日、同センターが発注する工事に絡み、リフォーム業者に便宜を図った見返りに現金250万円を受け取ったとして、同センターの元施設保全グループサブリーダーが収賄の疑いで逮捕された[14]。